# Sphaeranthula straeleni
Sphaeranthula straeleni är en korallart som beskrevs av Eugène Leloup 1955. Sphaeranthula straeleni ingår i släktet Sphaeranthula och familjen Botrucnidiferidae. Inga underarter finns listade i Catalogue of Life.